# 21 gramů
21 gramů (v anglickém originále 21 Grams ) je americký film z roku 2003, který režíroval a spoluprodukoval mexický režisér Alejandro González Iñárritu. Hlavní role ztvárnili Sean Penn, Naomi Watts, Charlotte Gainsbourg, Danny Huston a Benicio del Toro.
Film je druhým v Trilogii smrti, když jej předchází Amores perros (2000) a následuje Babel. Film byl nominován na dva Oscary (nejlepší herečka v hlavní roli a nejlepší herec ve vedlejší roli) a na pět Cen BAFTA.
Děj filmu se točí kolem tragické automobilové nehody. Film se odehrává ve třech nelineárně vyprávěných časových rovinách, které se postupně spojují.